# Torstein Træen
Torstein Træen (ur. 16 lipca 1995 w Hønefoss) – norweski kolarz szosowy.
W maju 2022 u Træena zdiagnozowano raka jądra – jego leczenie zakończyło się sukcesem w lipcu tego samego roku.

## Osiągnięcia
Opracowano na podstawie:

2017
- 2. miejsce w mistrzostwach Norwegii U23 (start wspólny)

2018
- 2. miejsce w International Tour of Rhodes

2019
- 1. miejsce w klasyfikacji górskiej Oberösterreichrundfahrt

2020
- 1. miejsce w klasyfikacji górskiej International Tour of Rhodes
- 2. miejsce w Lillehammer GP
- 2. miejsce w Małopolskim Wyścigu Górskim
  - 1. miejsce na 3. etapie

2022
- 1. miejsce w klasyfikacji górskiej Tour of the Alps
- 3. miejsce w Lillehammer GP
- 3. miejsce w Tour de Langkawi

## Rankingi
| Rok             | 2016  | 2017  | 2018  | 2019  | 2020 | 2021 | 2022 | 2023 | 2024 |
| --------------- | ----- | ----- | ----- | ----- | ---- | ---- | ---- | ---- | ---- |
| World Ranking   | 2562. | 2364. | 1455. | 2255. | 263. | 397. | 268. | 294. | 677. |
| UCI Europe Tour | 1721. | 1518. | 921.  | 1447. | 216. | 328. | 217. | -    | -    |
|                 |       |       |       |       |      |      |      |      |      |
| Źródło: UCI     |       |       |       |       |      |      |      |      |      |